# 南京长江大桥
南京长江大桥是一座横跨长江的铁路、公路两用特大双层钢桁梁桥，位于中华人民共和国江苏省南京市鼓楼区下关和浦口区之间、长江口上游345公里处。大桥是华东交通的关键工程，上层为路宽15米、全长4588米的四车道公路桥，连通104国道、312国道等跨越长江的公路网；下层为宽14米、全长6772米的双轨复线铁路桥，连接津浦铁路与沪宁铁路，使中国交通大动脉京沪铁路得以贯通，是南北交通要津和命脉。大桥由正桥和引桥两部分组成，正桥9墩10跨，长1576米，最大跨度160米。大桥通航净空宽度120米，桥下通航净空高度为设计最高通航水位（吴淞高程+8.27米）以上24米。
南京长江大桥建成于1968年，是继武汉长江大桥和重庆白沙沱长江大桥之后第三座跨越长江干流的大桥，是第一座完全由中国设计建造并基本采用国产材料的特大型桥梁，因而在中国桥梁史上具有重要意义。该桥是南京的标志性建筑之一，曾以“最长的公铁两用桥”被记载入《吉尼斯世界记录大全》。2023年9月，入选第五批南京市文物保护单位。

## 历史

### 背景

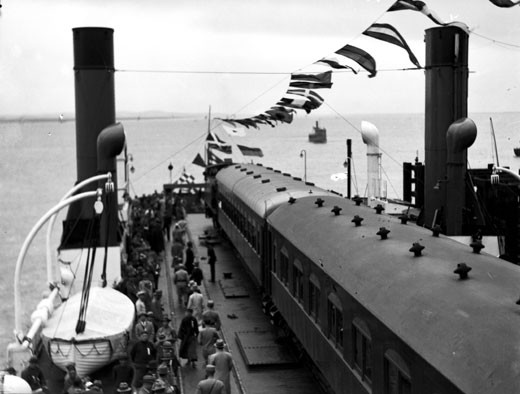
1933年，下关江面开行中国首个火车轮渡

20世纪初开通的京沪铁路和津浦铁路在南京被隔断在长江两岸无法贯通，过江客货都要乘船摆渡，严重影响了运输效率。1918年，中华民国北洋政府请法国桥梁专家在南京进行建桥的勘测，但没有结果。1930年，南京国民政府聘请美国桥梁专家约翰·华达尔（John Alexender Low Waddell）进行实地勘察，华达尔认为“水深流急，不宜建桥”。此后，国民政府又先后于1936年和1946年两次考虑建桥，但因中国抗日战争和第二次国共内战爆发而作罢。1933年10月22日，下关煤炭港至浦口开通了中国首个火车轮渡，1949年前后运力为每日20渡，中华人民共和国成立后将运力提高到1958年的每日100渡，但仍不能满足运输需求，长江天堑成为京沪铁路的严重瓶颈。

### 设计

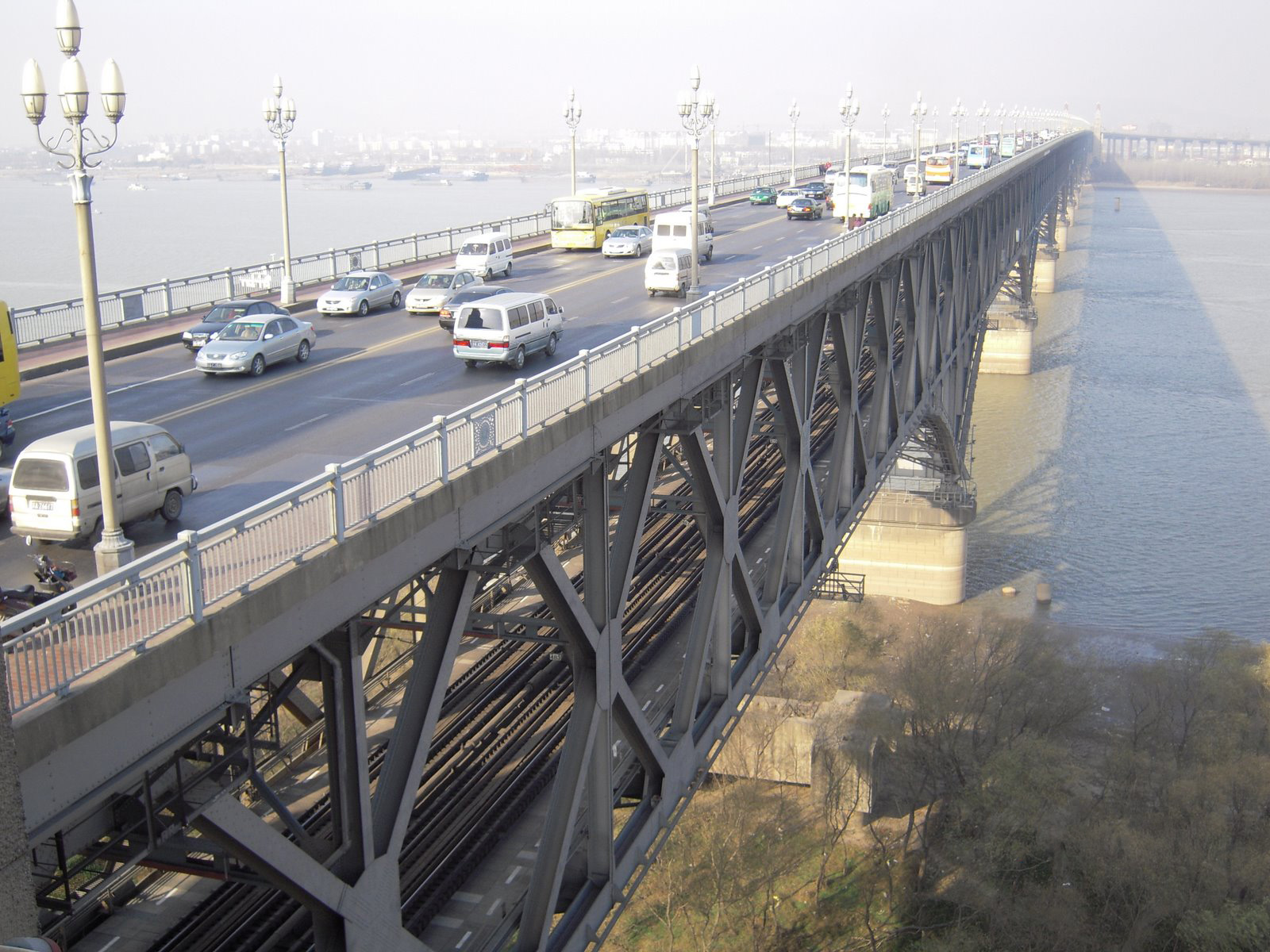
南京长江大桥正桥为钢桁梁结构，共10跨1576米

1956年，武汉长江大桥还在建设之中，中华人民共和国又做出在南京建设长江大桥、贯通京沪铁路线的决定。武汉大桥的设计施工是在苏联专家的帮助下进行的，而南京大桥的设计工作全部由中国完成。中国共产党中央委员会主席毛泽东曾询问大桥工程局局长彭敏，是否还要请苏联专家。彭敏回答不需要，让毛泽东很满意。
1956年5月，铁道部设计总局大桥设计事务所接受设计南京长江大桥的任务，12月完成草测。1957年编成《南京长江大桥设计意见书》，提出燕子矶上游下三山、上元门煤炭港和宝塔桥3个桥址方案。1957年武汉长江大桥建成后，铁道部将大桥设计事务所合并到大桥工程局，1958年初将南京长江大桥设计任务改交大桥工程局承担，在大桥工程局成立以王序森为组长的南京长江大桥设计组。9月，国务院批准成立南京长江大桥建设委员会，由江苏省省长惠浴宇担任主任委员。建设委员会选定宝塔桥桥址方案，提出大桥按铁路、公路两用桥设计，考虑桥下可通航万吨级海轮，兼顾城市需要和对美观的要求，并且要求大桥的修建应遵循“多、快、好、省”的方针。中苏关系破裂后，中国决定走“自力更生”的道路，依靠自身力量完成大桥的建设，铁道部发动全国有关方面共同攻关。1958年10月，铁道部与中国科学院技术科学部在武汉召开南京长江大桥技术协作会议，还成立以同济大学桥梁专家李国豪为主任委员的技术顾问委员会。经过多方协作，大桥工程局在胡兢铭主持起草的《设计意见书》的基础上完成南京长江大桥设计方案。设计工作由大桥局总工程师梅旸春主持，得到同济大学、中国科学院、地质研究所、哈尔滨工业大学、大连工学院、长沙铁道学院等院校和科研机构的大力支持，李国豪、张维、谷德振等专家参加设计。大桥正桥钢梁设计由王序森主持，大桥现场设计由曹祯主持，引桥和桥头堡的设计由王伟民、周璞负责。1958年8月至12月进行实测，1959年1月至6月进行定测。1960年5月，桥头建筑确定采用南京工学院钟训正的复堡式红旗方案。1960年6月，大桥总体建设方案编制完成，1961年4月得到国家计划委员会批准。
为保证桥下能通过万吨海轮，大桥原设计净空高度为26米。有部门提出净空高度24米就可以保证万吨海轮通过，交通部部长王首道主持对24米净空高度方案的讨论，铁道部在修改设计方案时采纳24米的方案。但海军和航运部门对此有不同意见，时任中共中央书记处总书记的邓小平召集有关负责人研究后，决定净空维持24米。此后反对意见依然没有平息，最后由周恩来总理拍板决定净空高度为24米。

### 施工

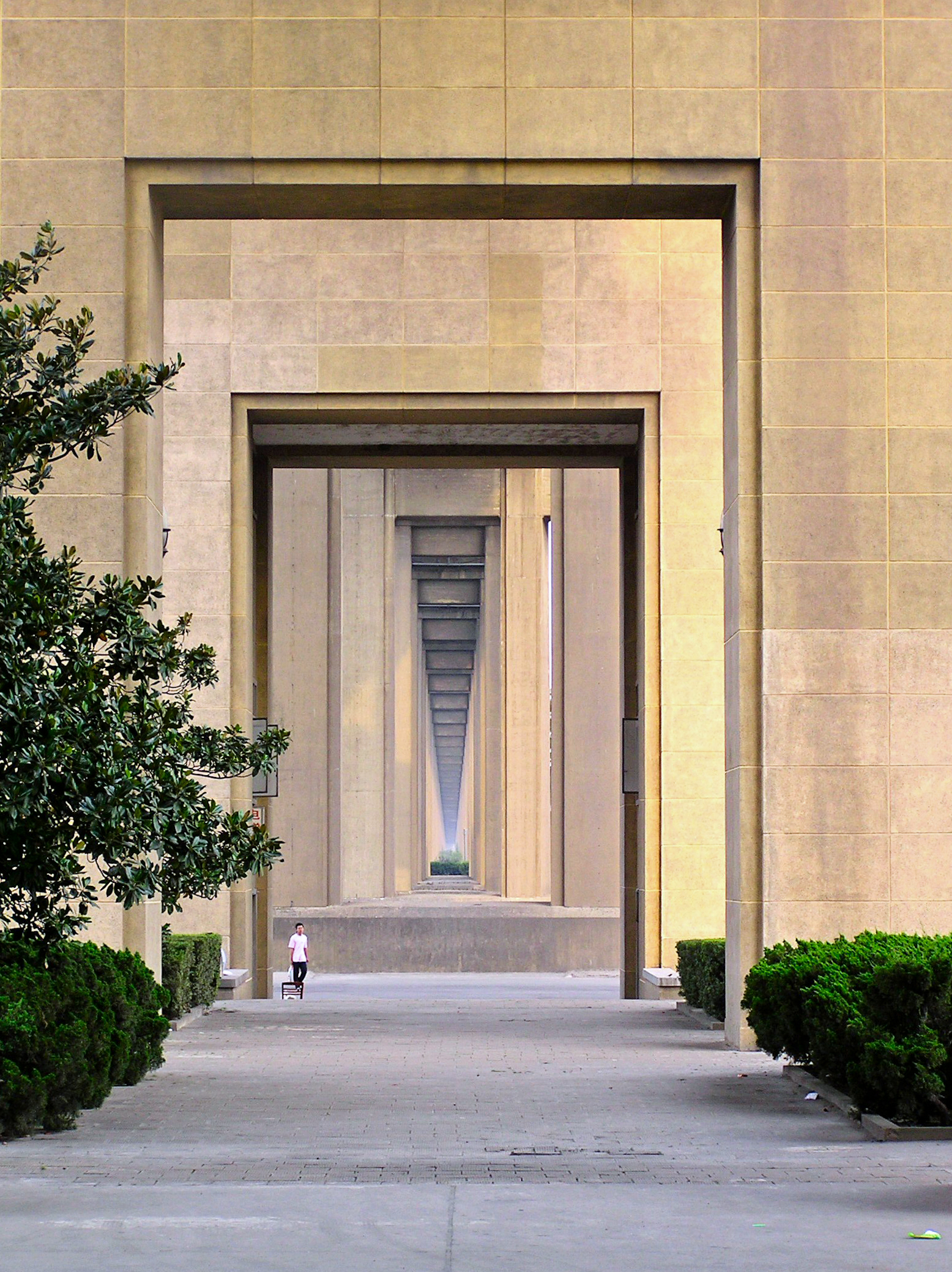
铁路桥引桥的双柱式框架结构桥墩

铁道部大桥工程局第二、第四工程处承担全桥的桥墩基础和铁路、公路桥梁的架设，上海基础工程公司承担两岸公路双曲拱桥及回龙桥的灌注桩基础，南京市市政工程公司承担双曲拱桥的施工，江苏省建筑第一工程公司承担两岸塔楼的上部结构和桥头建筑的外廊和装饰工程。1959年2月，大桥工程局开始进驻南岸和北岸工地，6月28日引桥工程开始打桩。11月15日，南京长江大桥工程指挥部成立，大桥工程局局长彭敏任总指挥，梅旸春任总工程师。1960年1月18日，主体工程正桥桥墩开工，大桥建设全面启动。
大桥在建设过程中，克服了技术、自然灾害等多方面的困难。由于桥址地质复杂，正桥下部基础采用4种方式建造：在浅水面覆盖层深厚墩址处，采用重型混凝土沉井，穿越深度达54.87米，创造了当时的中国记录；在基岩好而覆盖层较厚的墩位处，选用钢板桩围堰管柱基础，并首次采用大直径3.6米先张法预应力混凝土管柱；在基岩较好、覆盖层较厚，但水位甚深的墩位处，采用首创的浮式钢沉井加管柱的複合基础；在水深、覆盖层厚，但基岩强度较低的墩位处，采用浮式钢筋混凝土沉井，上部为钢筋混凝土结构，下部为钢与钢筋混凝土组合结构。利用钢气筒充、泄气来浮托纠编。由于技术限制，潜水员只能使用普通的设备进行水下探测，清基潜水作业深达65米。1964年9月，大桥工程遭遇建设中的最大危机：在秋汛洪水的冲击下，5号和4号桥墩悬浮沉井的锚绳先后崩断，自重6000多吨的沉井在激流中作最大幅度60米的周期性摆动，大桥面临着沉井倾覆、桥址报废的巨大危险。建桥工人在洪水中冒着生命危险，连续抢险近两个月，最终采用林荫岳的“平衡重止摆船”方案克服了沉井摆动，使大桥转危为安。
大桥建设还克服了国际形势、国内政治经济等方面的困难和干扰。1960年，中国向苏联订购1.399万吨高强度低合金钢用于大桥钢梁，然而由于中苏关系破裂，从苏联进口的部分钢材不合格，苏联后来更拒绝供货。1961年，中国决定使用国产钢材，走自力更生的道路。1963年，鞍山钢铁公司成功研制出符合要求的“16锰”桥梁钢，生产该型号钢材1.4万吨，保证了大桥钢梁的架设。大桥开工不久，中国面临三年困难时期，大批工程下马。大桥工程被要求新工人一律精简，经费被压缩到每年不超过3000万元，只够维持日常开销。经铁道部彭敏与江苏省领导人江渭清、惠浴宇等人调研上报，周恩来总理批准大桥作为特例继续招工、购买设备，南京市政府则保证了生活物资的供应，施工得以继续进行。经国家计委特批专款，1965年冬大桥全面复工续建。1966年春，正桥桥墩全部出水，然而当时国际形势紧张，中国在西南开展大规模的“三线建设”加强战备，占用了大量物资和资金，大桥工程的物资再度短缺。当时还有人说，既然大桥在战争中肯定挨炸，是否还有必要完工。铁道部部长吕正操、副部长彭敏接周恩来总理指示到南京调查，与江苏省委第一书记江渭清和南京军区副司令员张才千研究后，确定了“简化、快通、耐用，准备挨炸，炸了再修”的原则。周恩来总理批示，不停工，继续架设钢梁使铁路通车，公路桥和附属工程从简，尽量压缩投资。大桥再次全面复工。不久文化大革命开始，建桥职工分成两派互相“武斗”，大桥工地陷于瘫痪。国务院对大桥工地实施“军管”，南京军区司令员许世友派部队入驻工地，调解两派矛盾并参加施工，大桥建设得以继续进行。
在大桥建成前，每天有数千名南京市民在大桥工地义务劳动。大桥建设者热情高涨，南北引桥分别于1965年10月和1966年底架设完成，1966年4月9座正桥桥墩竣工，11月开始从两岸相向架设正桥钢梁。1967年8月16日正桥合龙，22日竣工。1968年建设桥头堡，这个70米、24层高的建筑仅用28天就建设完成。大桥全部工程共用钢材6.65万吨（其中正桥钢梁总重3.16万吨）、混凝土38.41万立方米，总造价2.87577亿元（其中正桥1.3151亿元、桥头建筑1687.7万元、公路引桥2579.2万元、回龙桥175.7万元）。南京长江大桥的成功建设，以及中国在建桥过程中发展出的低合金桥梁钢和深水基础工程等技术，是中国桥梁建设的里程碑。

### 通车

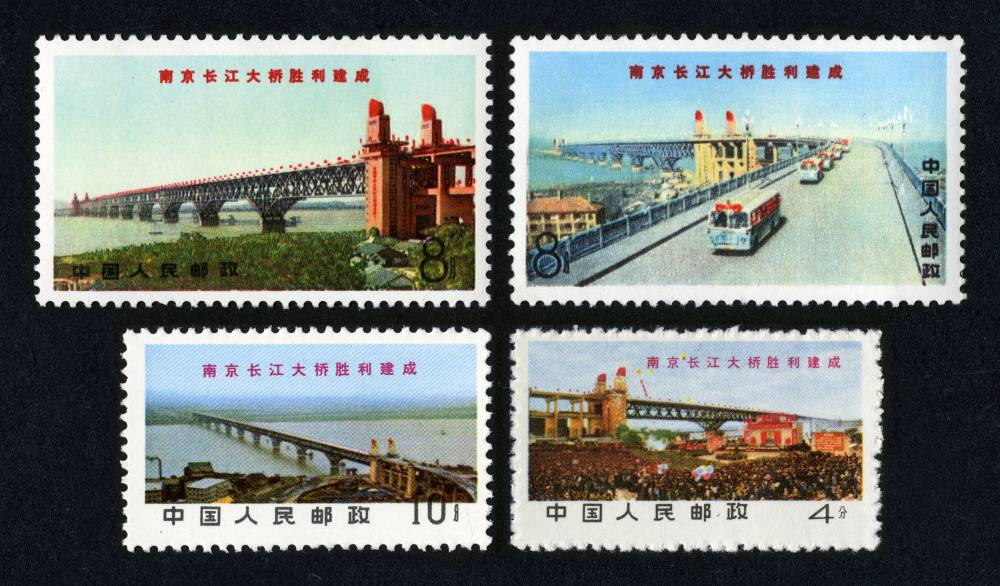
文14《南京长江大桥》邮票

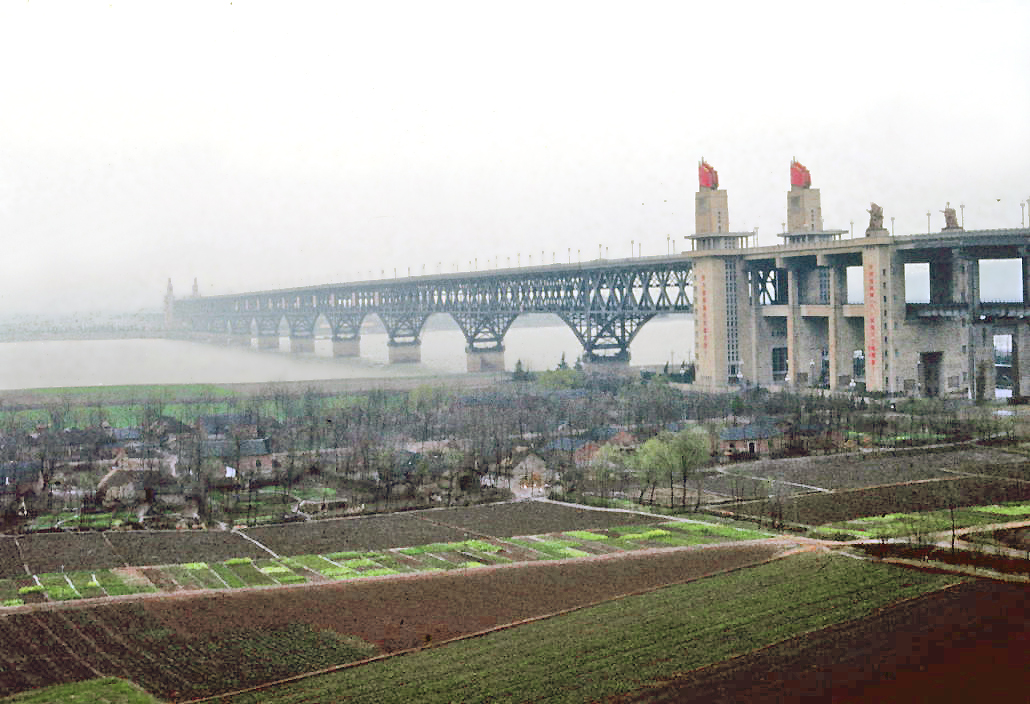
1978年的南京长江大桥

1968年9月9日至26日，铁道部、南京长江大桥建设委员会、上海铁路局、大桥工程局组成验收交接组，在铁路桥往返开行重载列车进行试验，测试证明钢梁及其结构优良。9月30日，铁路桥首先通车，南京市五万多军民举行了隆重的通车典礼，同时大桥的配套工程南京火车站也举行落成典礼。10月1日，上海铁路局正式接管铁路桥并开始运营，凌晨3时，从福州开往北京的46次快车成为铁路桥上通过的第一列客车。12月29日，公路桥正式通车，南京长江大桥全线贯通。由于铁路配套工程尚未全部建成，大桥通车后一度只承担30％的铁路货运量，其余货运列车仍由火车轮渡接运过江。1973年南京东站交付使用后，下关火车轮渡于5月5日停航，货车从此全部经大桥过江。
1969年，邮电部发行《南京长江大桥》邮票一套4枚作为纪念。9月21日，中国共产党中央委员会主席毛泽东视察了南京长江大桥。由于南京长江大桥是第一座完全由中国人建造的长江大桥，所以中国国内普遍把大桥看作“自力更生的典范”和“社会主义建设的伟大成就”，称之为“争气桥”。1985年，大桥获评国家科技进步奖特等奖。描写南京长江大桥的同名文章被编入中国大陆小学语文课本。

## 建筑结构

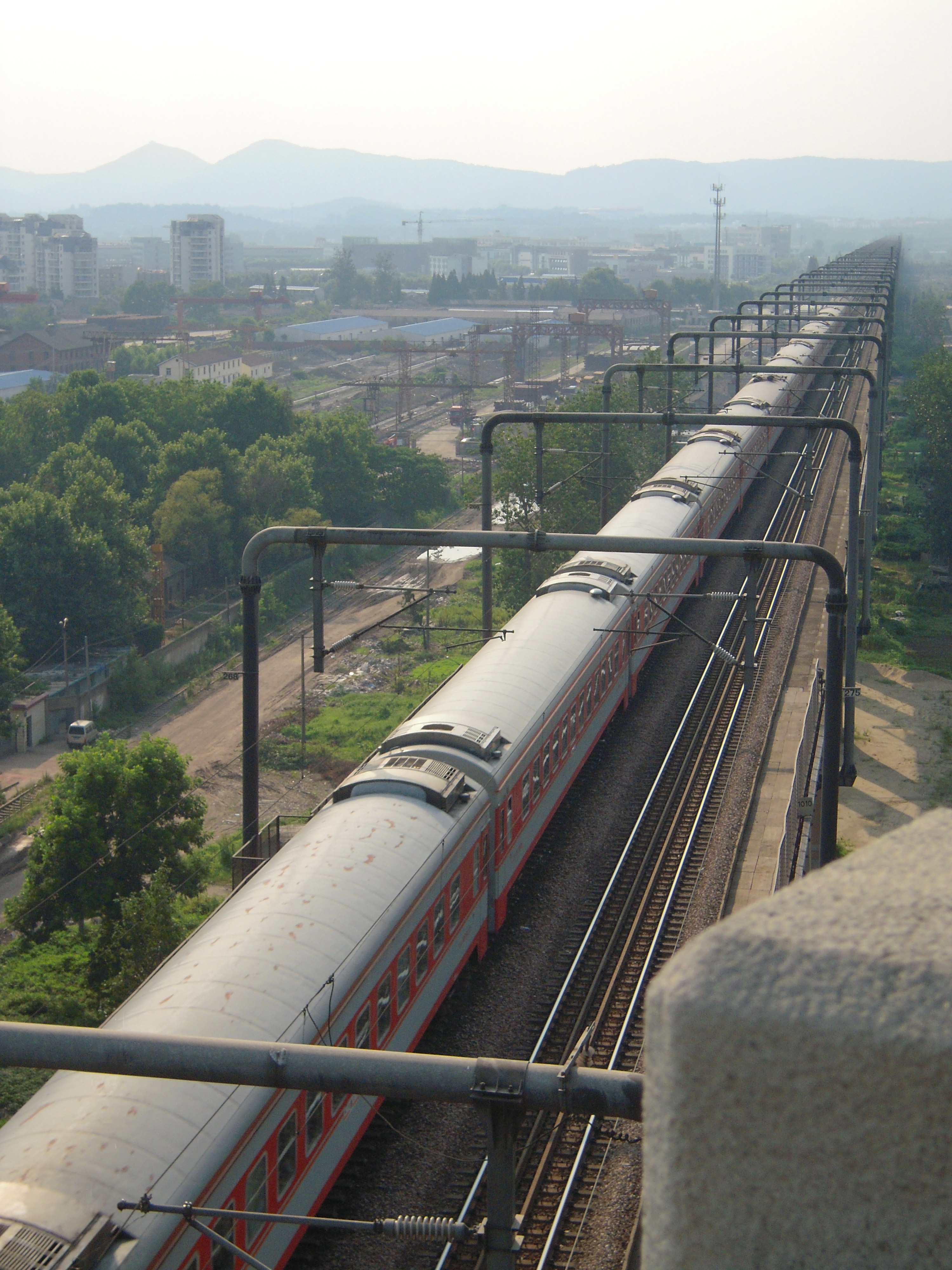
火车通过铁路桥引桥

### 铁路桥
南京长江大桥是双层双线公路、铁路两用桥，正桥长1576米，其余为引桥。大桥正桥为钢桁梁结构，共有10孔9个桥墩，其中北岸第1孔为128米跨度的简支钢桁梁，其余9孔为3联3孔等跨160米的连续钢桁梁。主桁采用带下加劲弦杆的平行弦菱形桁架，采用悬臂拼装法架设。
大桥下层为14米宽、双轨复线的铁路桥，全长6772米，设有单独的铁路引桥。铁路引桥为后张预应力钢筋混凝土简支梁，桥墩为双柱式框架结构，每孔跨31.7米。南北铁路引桥共长5196.16米，最大坡度4‰，最小弯道半径1200米。北引桥109孔，落地后通往京沪铁路林场火车站；南引桥50孔，落地后通往南京火车站。:133

### 公路桥
大桥上层为4车道公路桥，车行道宽15米，两侧人行道各宽2.25米，全长4588米。公路桥的引桥采用富有中国特色的双孔双曲拱桥形式，北引桥33孔，南引桥48孔，其中南引桥设分岔落地桥（俗称回龙桥）11孔共316米。双曲拱桥的平面曲线部分采用“曲桥正做”做法，即采用直梁按曲线拼装，而不是直接使用曲线梁。

### 景观设计

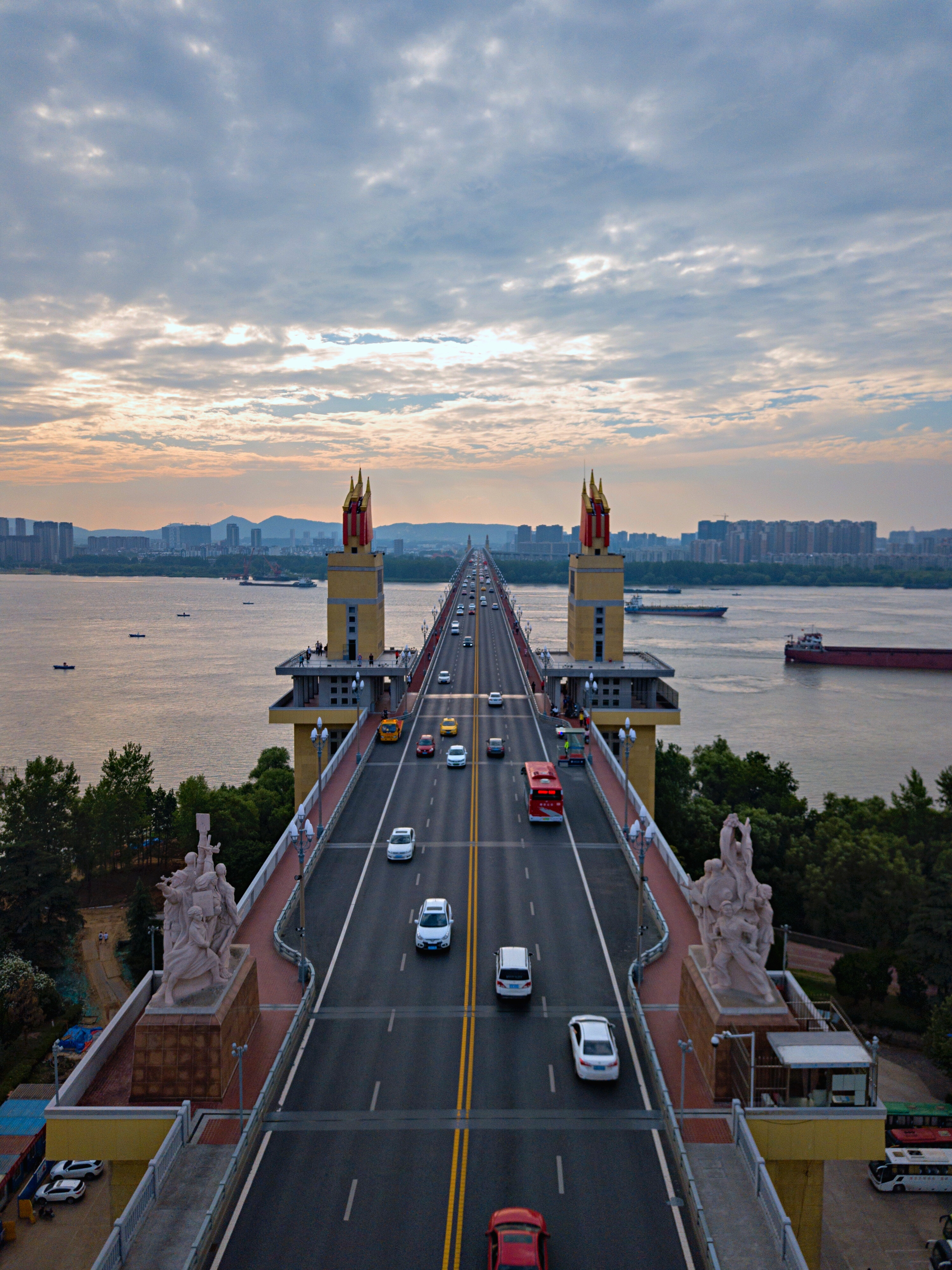
正桥两端为复式桥头堡，大堡顶部为“三面红旗”，小堡顶部为“工农兵学商”群雕。

#### 桥头堡
南京长江大桥的桥头建筑选用了南京工学院（现东南大学）建筑系钟训正等设计的复式桥头堡方案，具有鲜明的时代特色。大桥正桥南北两端各设大桥头堡一对、小桥头堡一对。大堡塔楼高70米、宽11米，米黄色，分立于大桥两侧，大堡高高凸出公路桥面，顶端为高5米、长8米的钢制“三面红旗”，呈飞跃前进状。桥头堡建成后，“三面红旗”的特色风格风靡全国，被多次模仿。堡内有电梯通往桥下的公园、铁路桥（不对外开放）、公路桥和堡顶的平台。小堡位于大堡向引桥方向68.7米处，结构、外型、颜色与大堡类似，仅体量略小。小堡凸出公路桥面的部分为5米高的灰色“工农兵学商”混凝土群像。在桥头堡桥面以下部分，大堡侧面写有“全世界人民大团结万岁”、“全国各族人民的大团结万岁”，小堡侧面写有“人民，只有人民，才是创造世界历史的动力”、“我们的国家是工人阶级领导的以工农联盟为基础的人民民主专政的国家”等红色大幅标语。这些红色标语在20世纪80年代被铲除，1999年大桥管理处为迎接建国50周年对南堡进行整修时恢复了南堡标语。

#### 桥栏浮雕

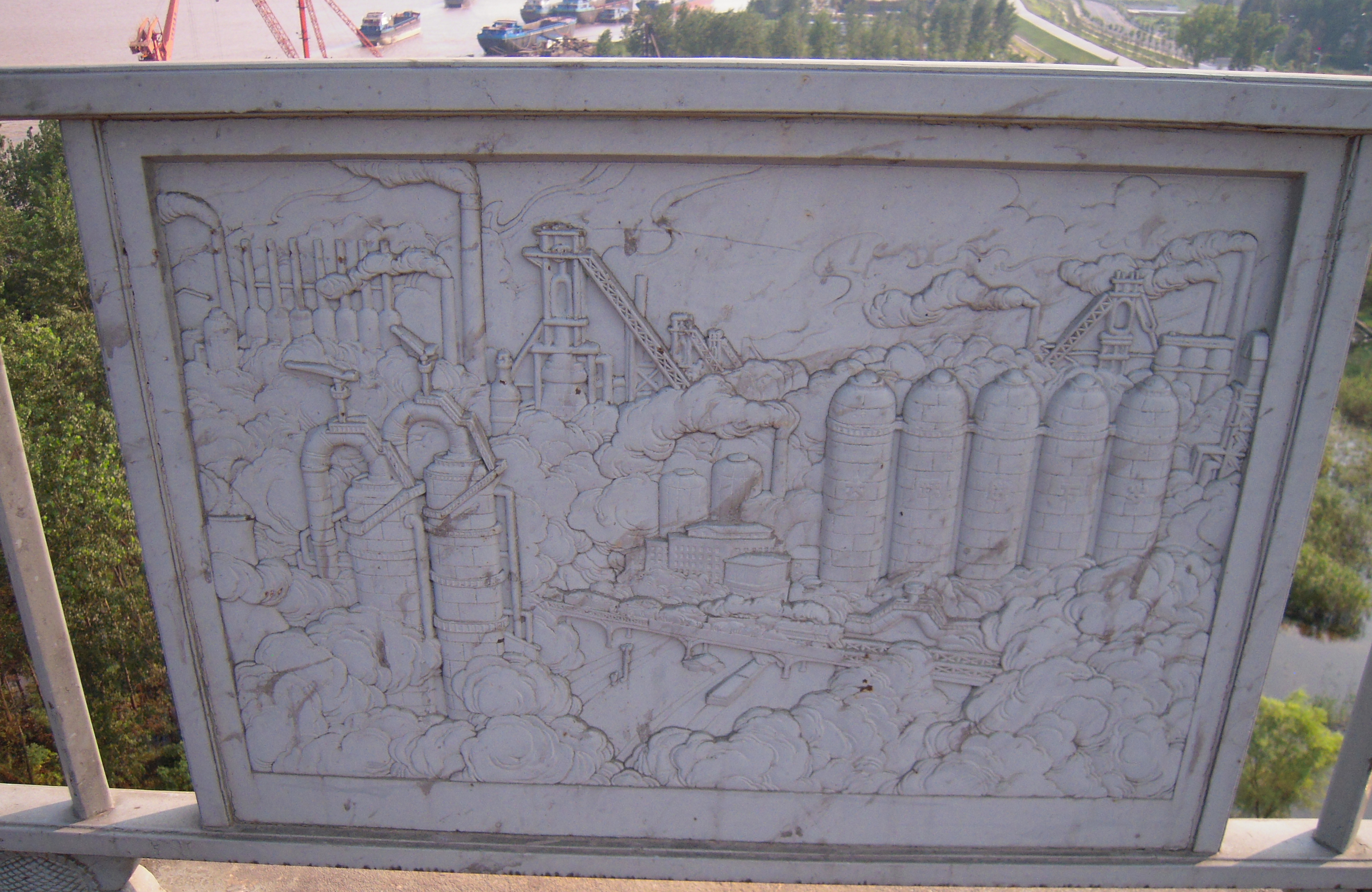
桥栏浮雕之“鞍山钢铁公司”

公路正桥两边的护栏上嵌着202幅铸铁浮雕，包括100块向日葵镂空浮雕、96块风景浮雕和6块国徽浮雕。风景浮雕中共有20幅不重复的浮雕，以描绘中国山河风貌和歌颂当时社会主义中国的成就为主题。为设计浮雕图案，大桥建设委员会专门成立了美术设计组。最初曾提出两套方案，一套以中国革命圣地为主题，另一套以中国社会主义建设成就为主题。最终确定采用第二套方案，从华北、东北、西北、华东、华南、西南等地区选择最有代表性的建筑物和产业，包括北京火车站、大寨大队、鞍山钢铁公司、大庆油田、抚顺煤矿、内蒙古大草原、沙漠驼铃、上海万吨级轮船、新安江水电站、海岛女民兵、海南岛椰林风光、青藏铁路、成昆铁路等。方案确定后，美术组的12名成员以及支援绘图工作的南京工学院土木工程系7、8名师生从1968年5月工作到8月，完成了设计任务。浮雕的木模专门请上海木雕厂、苏州红木雕刻厂和南京工艺雕刻厂的老师傅负责雕刻，最后由南京晨光机械厂完成浮雕的铸造。浮雕的创作受到人民英雄纪念碑浮雕和北京十大建筑雕塑的影响，综合了欧洲雕塑的写实手法、中国山水画的构图方式和汉代画像石的传统，把乌托邦想像、意识形态、艺术表达有机地结合起来。桥栏浮雕与大桥的其他装饰物风格和谐一致，体现了鲜明的毛泽东时代的风貌，是当时大众艺术的经典作品。

#### 其他
公路正桥两边的人行道旁设150对白玉兰花形的路灯，造型与北京长安街路灯完全一致。大桥南堡下方的江岸设大桥公园，面积18.5公顷，1971年3月由南京市城市建设局建设完工，9月划归大桥管理处。大桥公园以大小堡连线为对称轴，有大型花坛3064平方米、大型喷水池2800平方米，共有乔灌木14000余株，设盆景园、桂花园、银杏林。2005年，浦口区在大桥北堡周边新建北堡公园，占地7公顷，大小堡之间是晨练、集会区，桥墩以东是休闲区和“自然花园”。

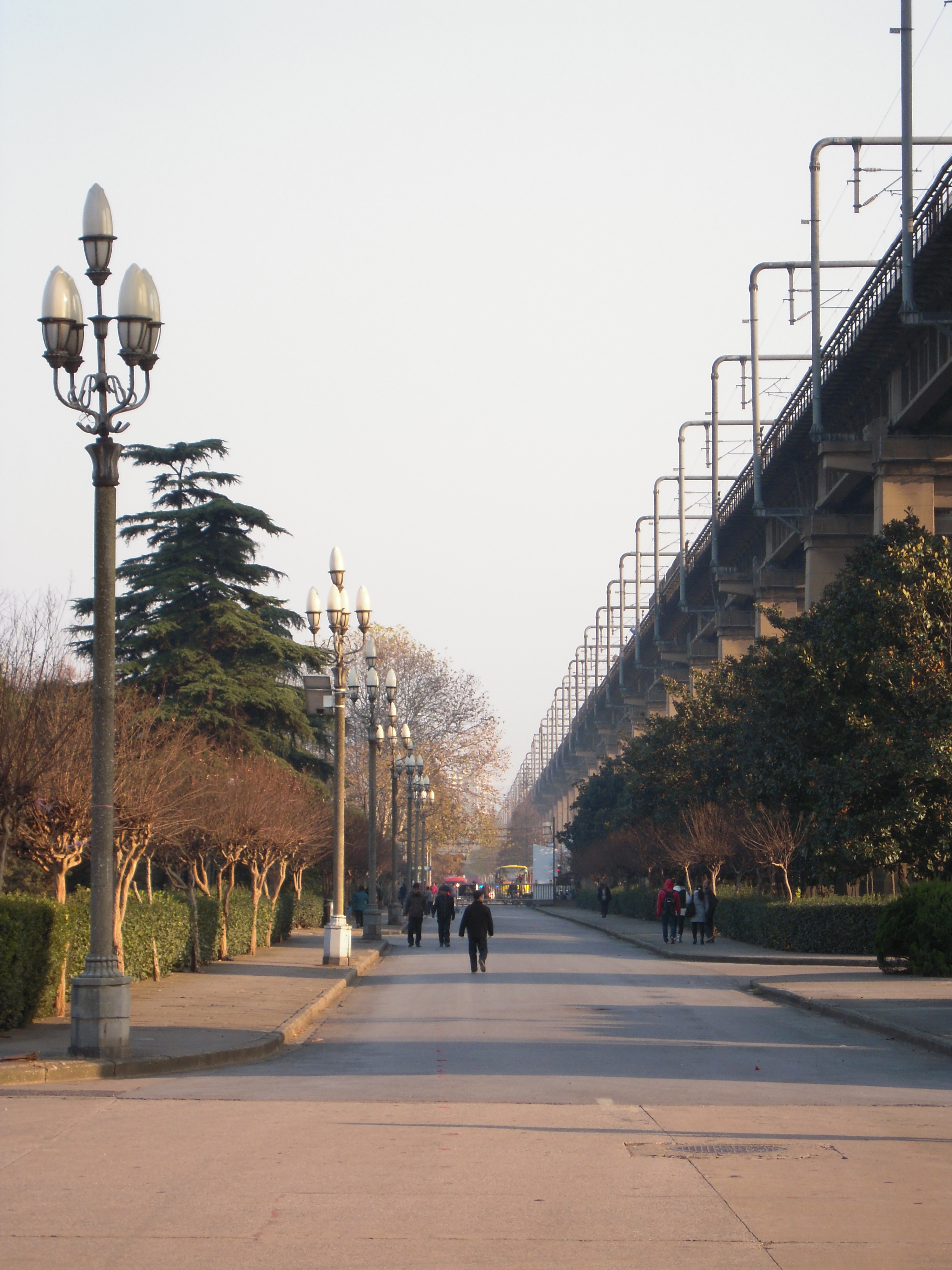
大桥公园
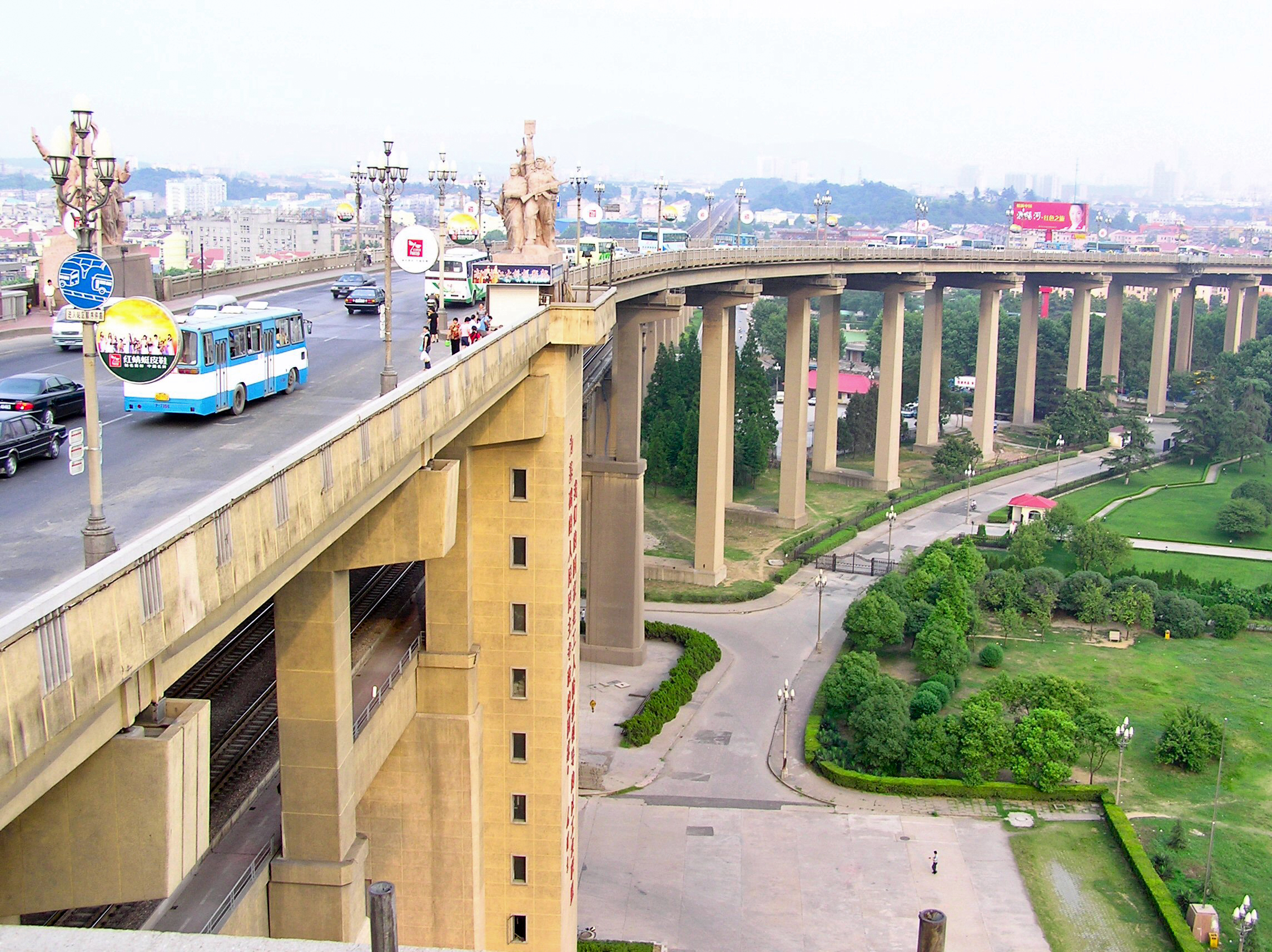
小堡与引桥
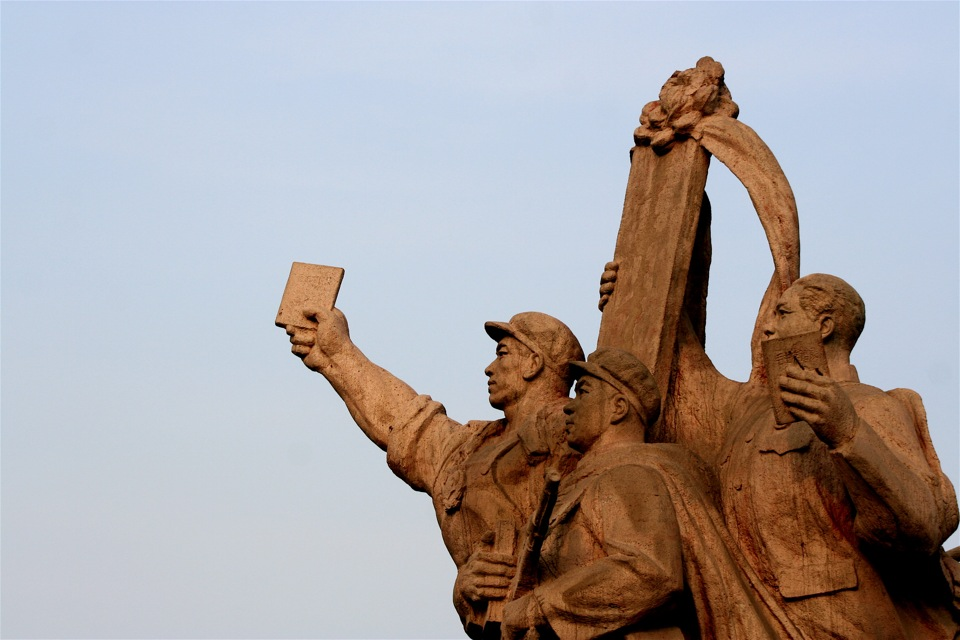
桥头堡小堡顶部群雕
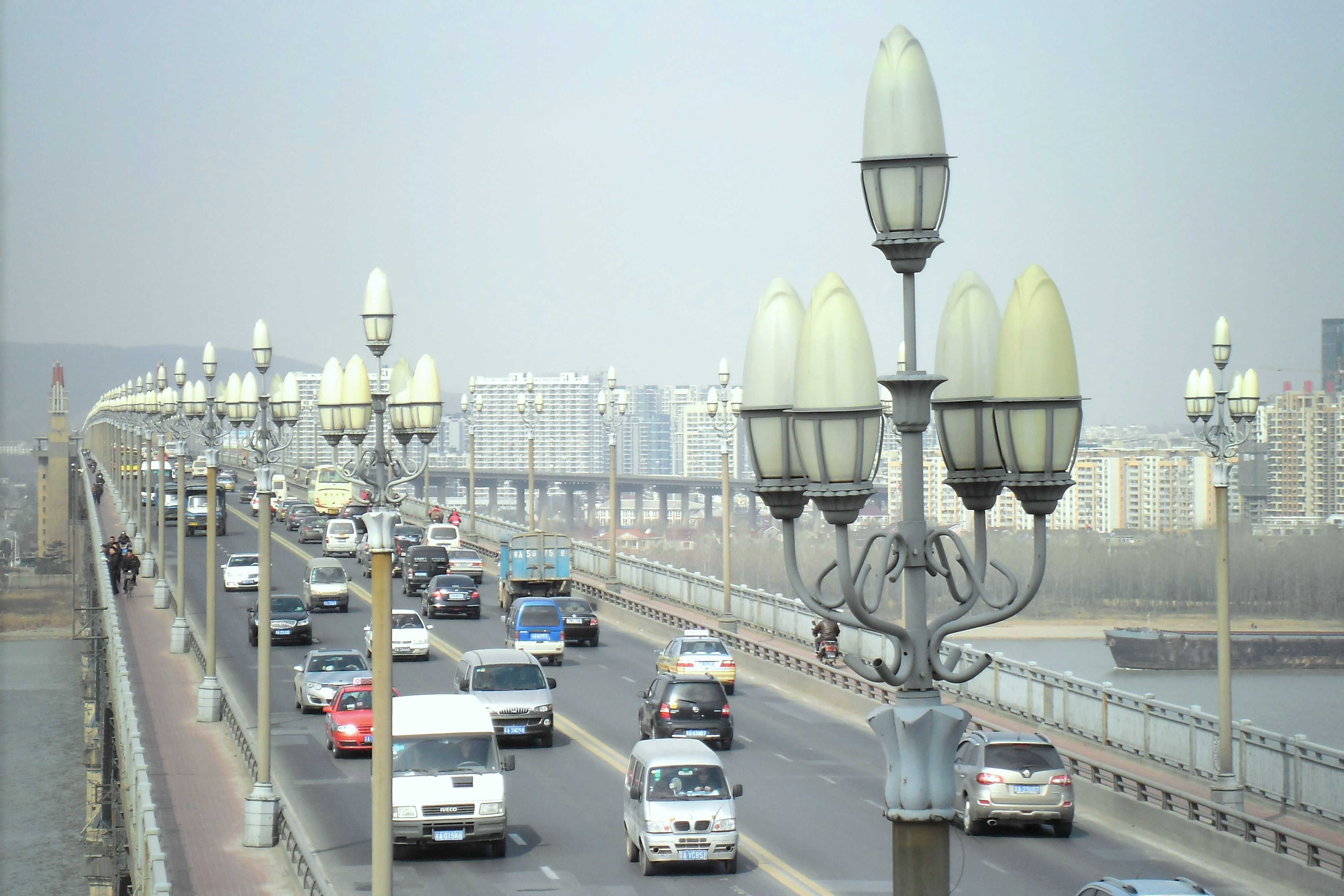
大桥路灯
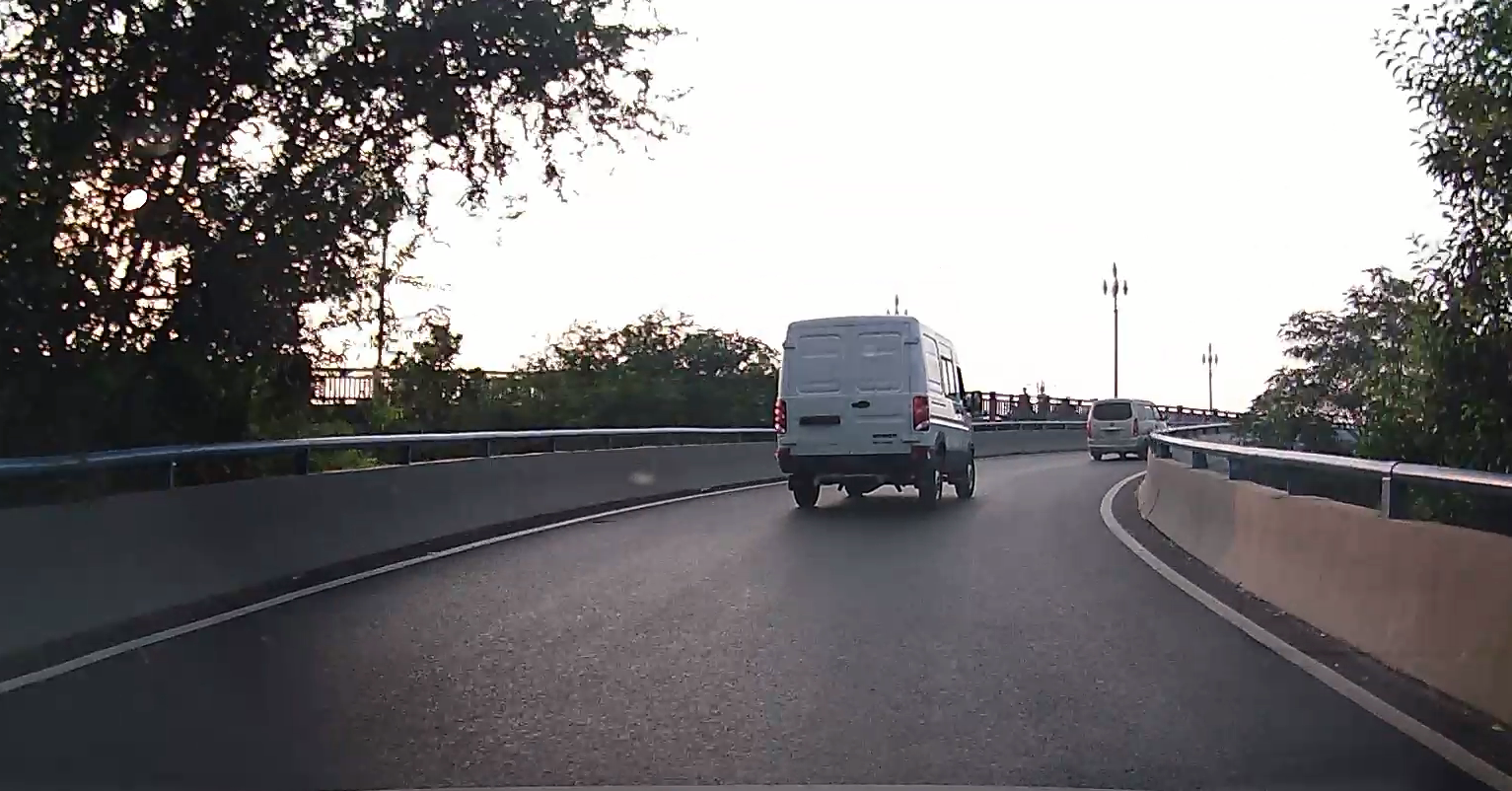
回龙桥

## 使用与管养

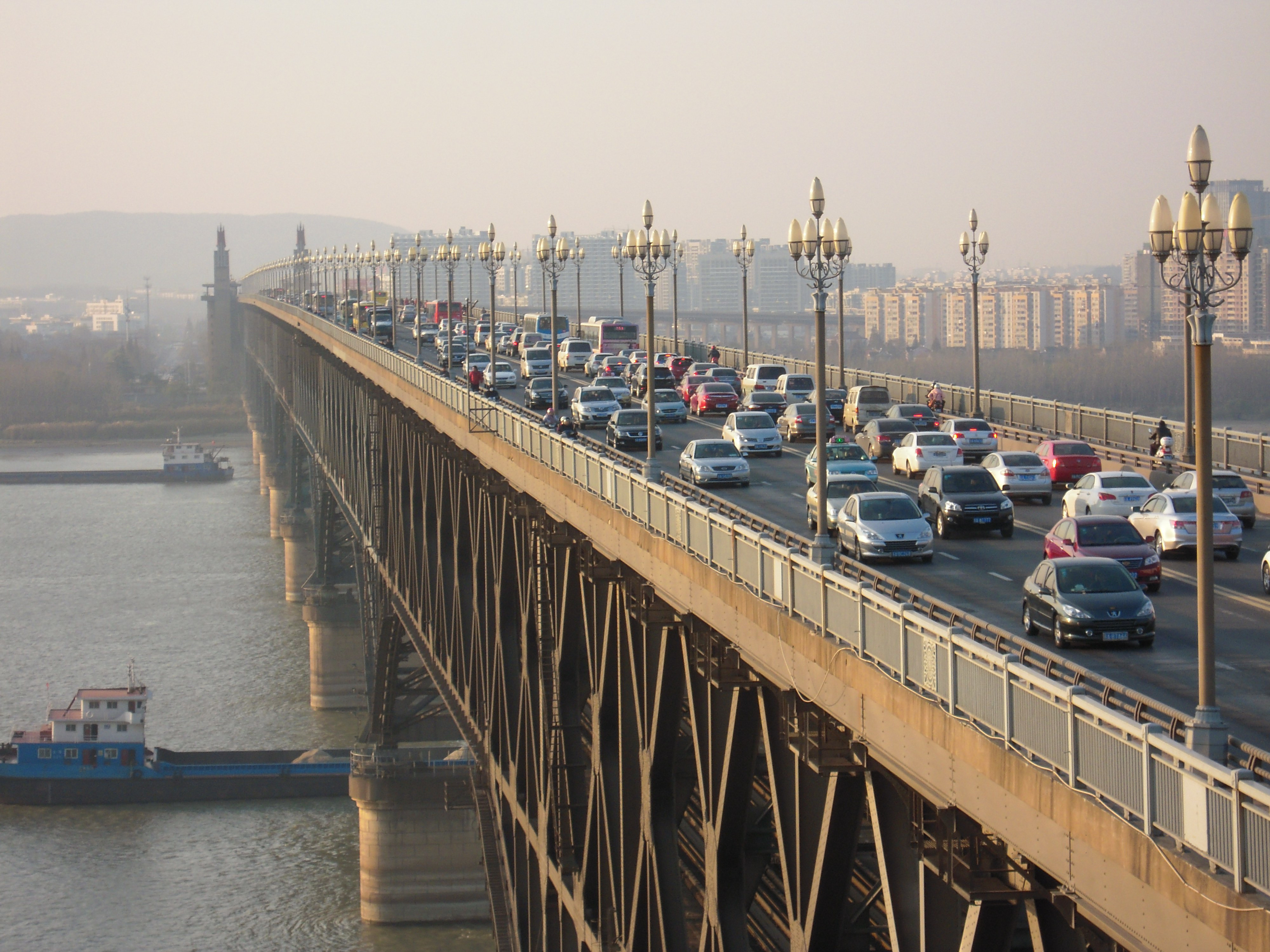
公路桥上的车流，摄于南桥头堡

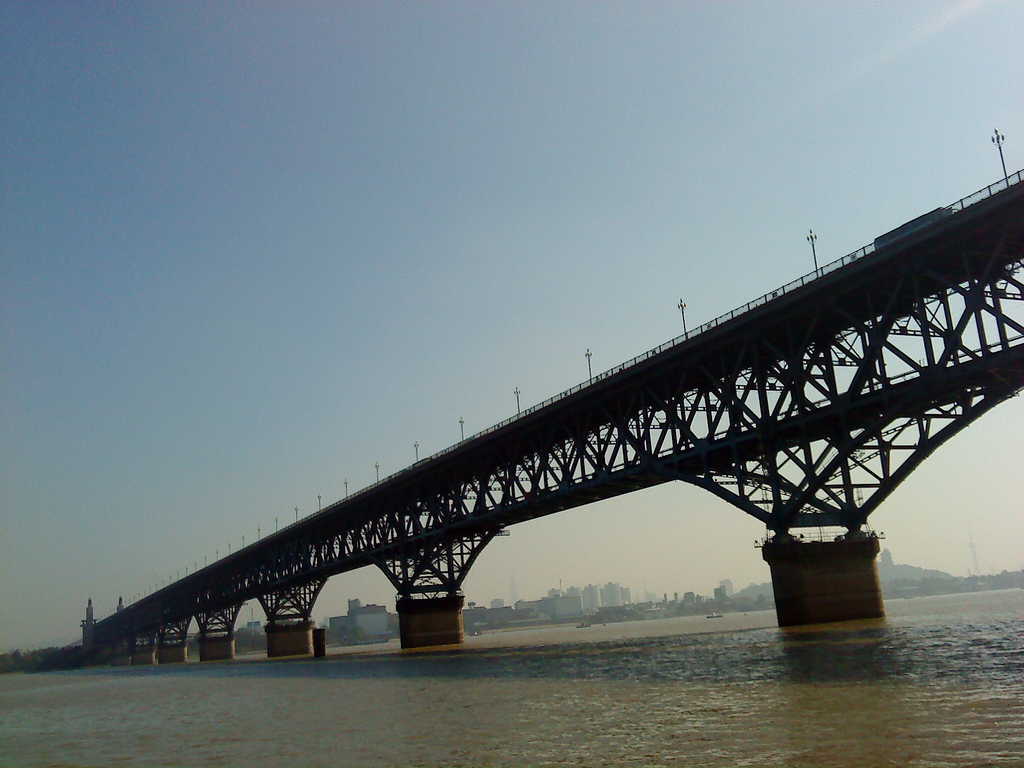
大桥下方的航道，摄于浦口江边

1969年起，设南京长江大桥管理处对大桥进行全面管理，负责大桥建筑、设备的养护维修，并承担大桥公园管理、外事接待、旅游服务、安全保卫等任务。大桥管理处曾先后隶属于南京市人民政府、上海铁路局、上海铁路局南京铁路分局，曾受上海铁路局和南京市双重领导。2016年8月3日，上海铁路局与南京市人民政府签署协议，将南京长江大桥公路桥资产移交南京市人民政府，并负责维修改造工作；铁路桥则仍然由上海铁路局管理。此外，从大桥建成至今的保卫任务一直由武警部队负责，他们已成功预防和制止了多起大桥及其周边的恶性事件和针对大桥的破坏行为并成功救下了多名试图跳桥轻生的人。
大桥通车后，列车过江能力大为提高，1999年通过列车4.5万列、243.4万辆，平均每日通过约60对，2011年每日平均通过约200对。大桥公路桥的通行量设计上限为每日1.2万辆。然而由于南京的城市发展，又因为2005年后南京长江大桥是南京通过长江唯一不收费的过江通道，桥上的车流量日益增加，2011年日均车行量约8万辆。在2008年，交管部门曾准备在南京长江大桥实行单双号限行措施，但由于市民反对而搁浅。
南京长江大桥所在的长江下游干流是全世界最繁忙的水域之一。2010年，通过大桥水域的船舶日均达2300艘次，高峰时日通行量接近3000艘次。南京长江大桥有10个桥孔，根据长江航道管理部门规定，大桥第3、4、6、8号桥孔为通航孔（自北桥头堡至第1号桥墩为第1孔，其余自北向南顺序类推），其余桥孔为非通航孔，禁止船舶通过。通航孔设3对浮标，通航净宽80米，通航净高为设计最高通航水位（吴淞高程8.27米）以上24米，迎船面设桥涵标，两侧桥柱设桥柱灯。通航桥孔中，第3孔允许不足300马力的机动船、200吨以下驳船队上行通过，第4孔允许机动船（队）上行通过，第6孔允许400马力以上单船、顶推船队下行通过，第8孔允许机动船（队）下行通过。
由于长期超负荷使用，自1999年起，有关部门对南京长江大桥进行了多次修补，内容包括了桥墩加固、桥面沥青铺设、修补坑洞等。但由于交通繁忙，需要中断交通的维护保养难以进行。2002年12月11日、2008年12月8日，大桥正桥分别更换了1号和4号桥墩的支座。2015年8月31日，《南京长江大桥公路桥维修改造工程社会稳定风险分析》开始公示，大桥公路桥首次封闭大修正式提上日程，预计工期2年半。2016年6月29日，国家发改委批复了南京长江大桥公路桥维修改造工程项目，项目估算总投资为10.9亿元人民币，主要建设内容包括公路正桥结构维修及面板改造、引桥维修改造、桥头建筑修缮以及交通安全设施等附属工程维修改造。10月28日22:00，南京长江大桥公路桥开始封闭维护，该工程将历时27个月完成。2018年4月10日，南京长江大桥维修改造工程桥面板安装完成，公路钢桥面板实现合龙。改造后的南京长江大桥于2018年12月29日恢复通车。

## 收费
1989年8月，南京公路管理处在南京长江大桥北侧的大桥北路（承载104国道、205国道和328国道）和浦珠北路（承载312国道）以及向阳路和二号路分别设置了两个收费站和两个收费点，并设立南京桥北收费站对各站进行管理。虽然收费站收取的费用为宁连公路及宁六公路的通行费，但由于收费站距离南京长江大桥仅1公里且附近没有其他主要道路可以避开收费站，导致几乎所有通过南京长江大桥的机动车都要交纳通行费。收费站在设立的16年间为南京交通提供了17亿元左右的建设资金，支持了南京玄武湖隧道、大桥南路高架和江北大道等多项工程建设。随着江北地区的经济发展以及车流量增加，收费站逐渐成为南京长江大桥的交通瓶颈，对江北地区的经济发展造成的负面影响逐渐加大；大桥周边道路的建成也使得大量车辆借收费站周边小路逃避收费，造成国家规费大量流失；社会舆论要求迁移桥北收费站的呼声也日趋强烈，有关收费站的人大建议、政协提案最多时占南京市交通局办理总数的60％。由于市民要求收费站搬迁的呼声强烈，2005年2月21日，南京市交通局称将在年内解决相关问题。2005年12月1日中午12时，南京桥北收费站停止征收车辆通行费并于之后的15日内拆除搬迁，为了缓解免费通行后造成的交通压力，2005年12月20日，南京市的交管部门开始禁止外地中小客车、过境大客车和货车进入长江大桥，对缓解交通压力起到了一定的效果。

## 自杀高发
至2006年，已有超过2000人在南京长江大桥自杀，使得南京长江大桥超过美国旧金山金门大桥成为世界上自杀最高发的地点。至2014年时，这一数字已经超过了3000人。大多数自杀者来自南京以外的地区。警方的统计只包括未落入水中和撞上河岸的自杀者，未计算那些落入水中或被水冲走的，遗体身份也从未公开，因此具体自杀人数不得而知。有专业人士指出，南京长江大桥自杀集中的原因包括其知名度高、风景优美、环境特殊，而媒体对自杀细节的过分渲染和集中报道也是导致自杀者聚集的原因之一。
一份2007年的警方报告显示，每年有上百试图自杀者被救援或阻拦。负责保卫大桥的武警部队则从大桥建成至2009年前后共计劝阻和救助980多名轻生者。有一位南京本地人陈思自2004年来，用闲余时间自愿在大桥上巡逻共救下了超过两百多位自杀者，并帮助他们谈话疏导，被媒体报道嘉奖。2004年，南京脑科医院成立了南京市心理危机干预中心，设立了长江大桥自杀救援与预防项目，派志愿者在桥上巡逻，对轻生者进行心理干预。江苏省公安厅和主管大桥的上海铁路公安局都在桥上设有专职警务人员，负责巡逻救助轻生者。主桥中间一段还装有一段长数十米、高出大桥护栏的防自杀隔离网，但因成本过高、影响景观以及危害长江航道和铁路运输安全等原因，除这一段之外的大桥其他部分并未加装防护网。

## 拆除争议
2006年前后曾有关于是否应该拆除南京长江大桥的争论，有不愿具名的桥梁专家指出，长江的水量是莱茵河的6倍，但运力却为后者的六分之一。长江上的跨江桥梁成为阻碍“黄金水道”的重要原因。1931年美国的万吨邮轮能直达武汉，而南京长江大桥在丰水期的净空高度仅24米，丰水期只能通过3000吨级的船舶。为了重建长江“黄金水道”，南京长江大桥等一系列桥梁应该炸掉。全国政协委员、中国交通部长江航务管理局局长金义华亦指出长江上的桥梁建设带来了负面效应，其中影响最坏的就是南京长江大桥。2006年1月，长江黄金水道开发主题报告会在上海举行，沿江20多座城市的副市长与会，时任重庆市副市长的黄奇帆亦当着江苏省南京市副市长蒋裕德的面，说“长江上有些老桥要改造，个别老桥要炸掉”。
除了拆桥，也有意见认为应当对南京长江大桥进行“增高”，通过将净空增加至32或36米以允许大型船舶通过。但是反对者认为“增高”耗资巨大，需要的费用几乎与重建一座桥梁无异。此外，与南京长江大桥净空差异不大的南京长江二桥和三桥是斜拉桥，无法进行“增高”。
此外，也有反对拆除或改造南京长江大桥的声音：南京长江二桥的技术顾问项海帆认为南京长江大桥承载的车流量很大，炸桥后会对交通运输业造成巨大损失。而且，长江上净空小于24米的桥梁除南京长江大桥外还有很多，不可能全部拆除来为“黄金水道”让路。另外，南京长江大桥还有厚重的历史意义，见证了中国在当时经济条件并不宽裕的情况下成功建造大桥的不易，这是其他建筑所无法替代的。

## 公交交通
| 南京公交 \| 编号 \| 编号 \| 线路及运营时间 \| 线路及运营时间 \| 线路及运营时间 \| 收费 \| 运营商 \| 备注 \| \| -------------- \| --------- \| --------------------------- \| ----------------------- \| -------------------------- \| ----- \| -------- \| ------------------------------- \| \| \| D2 \| 扬子石化总站 5:00–21:45 \| → \| 中山北路·鼓楼 \| 3元 \| 江北公交 \| 原 鼓扬线 \| \| ← \| D2 \| 扬子石化总站 5:00–21:45 \| 鼓楼公交总站 6:15–23:00 \| \| 3元 \| 江北公交 \| 原 鼓扬线 \| \| \| D3 \| 葛塘公交总站 4:30–22:00 \| ⇆ \| 南京站·南广场西 5:45–23:15 \| 3元 \| 江北公交 \| 原 盐葛线 \| \| \| D59 \| 雨山路地铁站南 5:00–20:00 \| → \| 新模范马路东 6:30–21:30 \| 3元 \| 浦口公交 \| 原 D17 \| \| 雨山路地铁站东 \| D59 \| ← \| \| 新模范马路东 6:30–21:30 \| 3元 \| 浦口公交 \| 原 D17 \| \| \| 502先锋线 \| 方州广场东 4:00–20:00 \| ⇆ \| 莫愁新寓 6:00–22:00 \| 2–5元 \| 六合公交 \| 上下车刷卡或刷码计价；原 汉六线 \| \| \| 530 \| 鼎泰家园西门 5:15–21:15 \| ⇆ \| 古平岗 6:00–22:00 \| 2元 \| 江北公交 \| 原 572 \| \| \| 531 \| 林场地铁站 5:00–22:00 \| ⇆ \| 挹江门 6:00–23:00 \| 2元 \| 江北公交 \| 原 131（第一代） \| \| \| 532 \| 北外滩水城总站 5:10–22:10 \| ⇆ \| 红庙 6:00–23:00 \| 2元 \| 江北公交 \| 原 132 \| \| \| 533 \| 泰冯路地铁站西 6:00–20:15 \| ⇆ \| 古平岗 6:45–21:00 \| 2元 \| 江北公交 \| \| \| \| 535 \| 天润城总站西 5:20–21:20 \| ⇆ \| 新模范马路东 6:00–22:00 \| 2元 \| 江北公交 \| 原 575 \| \| \| 538 \| 鼎泰家园西门 5:10–21:10 \| ⇆ \| 南京站·北广场西 6:10–22:00 \| 2元 \| 江北公交 \| 原 556 \| \| \| 539 \| 泰冯路地铁站 5:15–20:15 \| ⇆ \| 挹江门 6:00–21:00 \| 2元 \| 江北公交 \| 原 576区间 \| \| \| 550 \| 泰冯路南 5:20–21:20 \| ⇆ \| 龙江新城市广场 6:00–22:00 \| 2元 \| 江北公交 \| 原 150（第一代） \| \| \| 551 \| 柳洲东路地铁站北 4:50–22:15 \| → \| 中山北路·鼓楼 \| 2元 \| 江北公交 \| 原 151 \| \| ← \| 551 \| 柳洲东路地铁站北 4:50–22:15 \| 鼓楼街 5:35–23:00 \| \| 2元 \| 江北公交 \| 原 151 \| \| \| 555敬老线 \| 天润城总站 5:10–22:10 \| ⇆ \| 南京站·北广场西 6:00–23:00 \| 2元 \| 江北公交 \| 原 136区间 \| \| \| 558 \| 大新华府总站 5:15–22:15 \| ⇆ \| 南京站·南广场西 6:00–23:00 \| 2元 \| 江北公交 \| 原 157区间 \| |           |                             |                         |                            |       |          |                                 |
| 编号 | 编号      | 线路及运营时间              | 线路及运营时间          | 线路及运营时间             | 收费  | 运营商   | 备注                            |
| | D2        | 扬子石化总站 5:00–21:45     | →                       | 中山北路·鼓楼              | 3元   | 江北公交 | 原 鼓扬线                       |
| ← | D2        | 扬子石化总站 5:00–21:45     | 鼓楼公交总站 6:15–23:00 |                            | 3元   | 江北公交 | 原 鼓扬线                       |
| | D3        | 葛塘公交总站 4:30–22:00     | ⇆                       | 南京站·南广场西 5:45–23:15 | 3元   | 江北公交 | 原 盐葛线                       |
| | D59       | 雨山路地铁站南 5:00–20:00   | →                       | 新模范马路东 6:30–21:30    | 3元   | 浦口公交 | 原 D17                          |
| 雨山路地铁站东 | D59       | ←                           |                         | 新模范马路东 6:30–21:30    | 3元   | 浦口公交 | 原 D17                          |
| | 502先锋线 | 方州广场东 4:00–20:00       | ⇆                       | 莫愁新寓 6:00–22:00        | 2–5元 | 六合公交 | 上下车刷卡或刷码计价；原 汉六线 |
| | 530       | 鼎泰家园西门 5:15–21:15     | ⇆                       | 古平岗 6:00–22:00          | 2元   | 江北公交 | 原 572                          |
| | 531       | 林场地铁站 5:00–22:00       | ⇆                       | 挹江门 6:00–23:00          | 2元   | 江北公交 | 原 131（第一代）                |
| | 532       | 北外滩水城总站 5:10–22:10   | ⇆                       | 红庙 6:00–23:00            | 2元   | 江北公交 | 原 132                          |
| | 533       | 泰冯路地铁站西 6:00–20:15   | ⇆                       | 古平岗 6:45–21:00          | 2元   | 江北公交 |                                 |
| | 535       | 天润城总站西 5:20–21:20     | ⇆                       | 新模范马路东 6:00–22:00    | 2元   | 江北公交 | 原 575                          |
| | 538       | 鼎泰家园西门 5:10–21:10     | ⇆                       | 南京站·北广场西 6:10–22:00 | 2元   | 江北公交 | 原 556                          |
| | 539       | 泰冯路地铁站 5:15–20:15     | ⇆                       | 挹江门 6:00–21:00          | 2元   | 江北公交 | 原 576区间                      |
| | 550       | 泰冯路南 5:20–21:20         | ⇆                       | 龙江新城市广场 6:00–22:00  | 2元   | 江北公交 | 原 150（第一代）                |
| | 551       | 柳洲东路地铁站北 4:50–22:15 | →                       | 中山北路·鼓楼              | 2元   | 江北公交 | 原 151                          |
| ← | 551       | 柳洲东路地铁站北 4:50–22:15 | 鼓楼街 5:35–23:00       |                            | 2元   | 江北公交 | 原 151                          |
| | 555敬老线 | 天润城总站 5:10–22:10       | ⇆                       | 南京站·北广场西 6:00–23:00 | 2元   | 江北公交 | 原 136区间                      |
| | 558       | 大新华府总站 5:15–22:15     | ⇆                       | 南京站·南广场西 6:00–23:00 | 2元   | 江北公交 | 原 157区间                      |

| 编号           | 编号      | 线路及运营时间              | 线路及运营时间          | 线路及运营时间             | 收费  | 运营商   | 备注                            |
| -------------- | --------- | --------------------------- | ----------------------- | -------------------------- | ----- | -------- | ------------------------------- |
|                | D2        | 扬子石化总站 5:00–21:45     | →                       | 中山北路·鼓楼              | 3元   | 江北公交 | 原 鼓扬线                       |
| ←              | D2        | 扬子石化总站 5:00–21:45     | 鼓楼公交总站 6:15–23:00 |                            | 3元   | 江北公交 | 原 鼓扬线                       |
|                | D3        | 葛塘公交总站 4:30–22:00     | ⇆                       | 南京站·南广场西 5:45–23:15 | 3元   | 江北公交 | 原 盐葛线                       |
|                | D59       | 雨山路地铁站南 5:00–20:00   | →                       | 新模范马路东 6:30–21:30    | 3元   | 浦口公交 | 原 D17                          |
| 雨山路地铁站东 | D59       | ←                           |                         | 新模范马路东 6:30–21:30    | 3元   | 浦口公交 | 原 D17                          |
|                | 502先锋线 | 方州广场东 4:00–20:00       | ⇆                       | 莫愁新寓 6:00–22:00        | 2–5元 | 六合公交 | 上下车刷卡或刷码计价；原 汉六线 |
|                | 530       | 鼎泰家园西门 5:15–21:15     | ⇆                       | 古平岗 6:00–22:00          | 2元   | 江北公交 | 原 572                          |
|                | 531       | 林场地铁站 5:00–22:00       | ⇆                       | 挹江门 6:00–23:00          | 2元   | 江北公交 | 原 131（第一代）                |
|                | 532       | 北外滩水城总站 5:10–22:10   | ⇆                       | 红庙 6:00–23:00            | 2元   | 江北公交 | 原 132                          |
|                | 533       | 泰冯路地铁站西 6:00–20:15   | ⇆                       | 古平岗 6:45–21:00          | 2元   | 江北公交 |                                 |
|                | 535       | 天润城总站西 5:20–21:20     | ⇆                       | 新模范马路东 6:00–22:00    | 2元   | 江北公交 | 原 575                          |
|                | 538       | 鼎泰家园西门 5:10–21:10     | ⇆                       | 南京站·北广场西 6:10–22:00 | 2元   | 江北公交 | 原 556                          |
|                | 539       | 泰冯路地铁站 5:15–20:15     | ⇆                       | 挹江门 6:00–21:00          | 2元   | 江北公交 | 原 576区间                      |
|                | 550       | 泰冯路南 5:20–21:20         | ⇆                       | 龙江新城市广场 6:00–22:00  | 2元   | 江北公交 | 原 150（第一代）                |
|                | 551       | 柳洲东路地铁站北 4:50–22:15 | →                       | 中山北路·鼓楼              | 2元   | 江北公交 | 原 151                          |
| ←              | 551       | 柳洲东路地铁站北 4:50–22:15 | 鼓楼街 5:35–23:00       |                            | 2元   | 江北公交 | 原 151                          |
|                | 555敬老线 | 天润城总站 5:10–22:10       | ⇆                       | 南京站·北广场西 6:00–23:00 | 2元   | 江北公交 | 原 136区间                      |
|                | 558       | 大新华府总站 5:15–22:15     | ⇆                       | 南京站·南广场西 6:00–23:00 | 2元   | 江北公交 | 原 157区间                      |

## 附录
设计、建设单位
| - 铁道部大桥工程局：设计、施工 - 中国科学院技术科学部：钢梁和基础研究 - 中国科学院工程地质研究所：选线、基岩性质研究 - 中国科学院岩土力学研究所：基岩承载力研究 - 铁道部科学研究院铁道建筑研究所：钢梁安装模型实验、水工试验 - 唐山铁道学院：桥式方案研究 - 大连工学院：桥式方案研究 - 同济大学：桥式方案及振动研究 - 哈尔滨力学研究所：桥式方案及振动研究 - 长沙铁道学院：振动及次应力研究 - 计算技术研究所、北京大学数学力学系：次应力等计算方法研究 - 南京水利科学研究所：冲刷研究 - 建筑工程部研究院、上海建筑研究所：轻质混凝土陶粒试验 - 南京工学院：桥头堡建筑设计 | - 沈阳重型机床厂：正桥支座制造 - 山海关桥梁工厂：钢梁制造 - 鞍山钢铁公司：大桥用特种钢 - 天津油漆厂：钢梁耐候油漆研制 - 天津钢厂：预应力高强钢丝改进 - 上海胶管厂：预应力梁制孔钢丝胶管生产 - 铁道部上海铁路局工务处：焊接长钢轨 - 海军第六研究所：深潜水指导 - 长江流域规划办公室：三角网复测 - 江苏省第一建筑工程公司：桥头堡建筑施工 - 南京市城市建筑设计院：部分引桥双曲拱桥设计 - 南京市市政工程公司：双曲拱桥施工 |

大事记
| - 1956年，铁道部设计总局大桥设计事务所开始南京长江大桥勘测设计。 - 1956年5月至12月，进行草测。 - 1957年8月，编成《南京长江大桥设计意见书》。 - 1958年，大桥设计交铁道部大桥工程局承担。 - 1958年8月至12月，进行初测。 - 1958年9月，国务院批准成立南京长江大桥建设委员会。 - 1959年1月至6月，进行定测。 - 1959年2月，大桥工程局第二桥梁工程处进驻南岸工地。 - 1959年5月，初步确定《南京长江大桥设计方案》。 - 1959年9月，大桥工程局第四桥梁工程处进驻北岸工地。 - 1960年1月18日，正桥9号墩钢围笼下水，大桥正式开工。 - 1960年5月，批准桥头堡复堡式红旗方案。 - 1960年6月，大桥工程局编成南京大桥技术设计文件。 | - 1966年4月27日，正桥桥墩全部竣工。 - 1965年11月17日，开始架设正桥桥梁，至1967年8月22日竣工。 - 1968年9月30日，铁路桥通车。10月1日，铁路桥交付上海铁路局使用。 - 1968年12月29日，公路桥暨全桥通车。1969年1月1日，公路桥交付使用。 - 1969年9月21日，中国共产党中央委员会主席毛泽东视察大桥。 - 1969年9月26日，南京军区为检验大桥质量和部队战备情况，组织80辆坦克及60多辆轮式车辆编队驶过大桥。 - 1978年，南京长江大桥获全国铁路科技大会优秀科技成果奖及全国科学大会奖。 - 1985年，南京长江大桥获国家科学技术进步特等奖。 - 2020年，南京长江大桥获国际桥梁大会铁路桥奖。 |